# Stockton Challenger 2017
Der Stockton Challenger 2017 war ein Tennisturnier des ITF Women’s Circuit 2017 für Damen und ein Tennisturnier der ATP Challenger Tour 2017 für Herren in Stockton (Kalifornien). Die Turniere fanden nicht zeitgleich statt. Das Herrenturnier wird Anfang Oktober, das Frauenturnier im Juli ausgetragen.